# Stabna
Stabna (cyr. Стабна) – wieś w Czarnogórze, w gminie Plužine. W 2011 roku liczyła 38 mieszkańców.